# Monkeyshines, No. 3
Monkeyshines No. 3 є завершальним у «трилогії» експериментом Діксона над новою системою циліндрів для кінетоскопа.
Monkeyshines No. 3 триває лише кілька секунд і на екрані можна побачити людину в білому, яка робить різноманітні рухи перед камерою.